# Caulerpaceae
Caulerpaceae es una familia de algas del orden Bryopsidales.

## Géneros
- Caulerpa
- Caulerpella